# صد سال به این سال‌ها (مجموعه تلویزیونی)
صد سال به این سال‌ها یک مجموعه تلویزیونی محصول سال ۱۳۷۵ به کارگردانی بیژن صمصامی و مهدی رسولی است که در برنامه کودک و نوجوان پخش می‌شد.

## بازیگران
- خسرو احمدی
- محسن قاضی‌مرادی
- رابعه اسکویی
- امیر بنایی
- افشین سنگ‌چاپ
- مارال موسوی
- شهاب عباسی
- بهروز عباسی
- محمدرضا علیمردانی
- وحید فارسی
- منصور غنی‌جاهد
- سیامک فرامرزیان
- عبدالله کریمی